# Zita Debreczeni
Zita Debreczeni (* 6. ledna 1981 Szolnok) je maďarská celebrita, královna krásy, moderátorka a fotografka.

## Životopis
V roce 1999 po absolutoriu získala jako studentka střední školy Vásárhelyi Pál Közgazdasági v Szolnoku titul v oboru marketing a management reklamy. V témže roce se přihlásila na modelářský kurz v Szolnok. V roce 2000 se v městě Abádszalók stala kráskou jezera Tisza. V roce 2001 se stala finalistkou Miss Universe Maďarsko a získala 3. místo v soutěži krásy Miss Balaton. Od roku 2002 vystupovala v Turecku či Kanadě. V roce 2008 byla spolu s Andreou Molnárovou a Péterem Világim moderátorkou pořadu Havazin.
V roce 2014 úspěšně dokončila fotografický kurz na budapešťské univerzitě Budapesti Metropolitan Egyetem, obor komunikace a obchod. V roce 2017 se stala manželkou televizního moderátora Gianniho Annoniho.